# 松尾浩樹

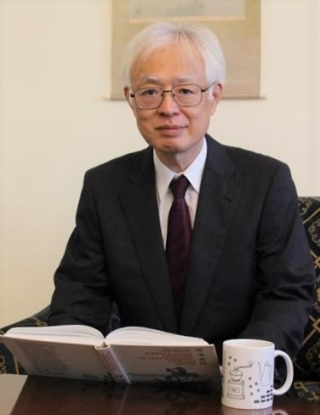
在サンクトペテルブルク総領事館ウェブページより

松尾 浩樹（まつお ひろき、1963年〈昭和38年〉11月12日 - ）は、富山県出身の日本の外交官。
在ロサンゼルス総領事館領事、会計検査院事務総長官房調査課国際業務室長などを経て、2023年6月から在サンクトペテルブルク総領事を務める。

## 略歴
- 1986年　外務省専門職員採用試験合格
- 1987年3月　早稲田大学法学部卒業
- 1987年4月　外務省入省
- 2001年1月　在ポーランド日本国大使館 二等書記官
- 2003年4月　在ポーランド日本国大使館 一等書記官
- 2004年10月　在カザフスタン日本国大使館 一等書記官
- 2008年6月　在ウクライナ日本国大使館 一等書記官
- 2010年8月　欧州局ロシア課中央アジア・コーカサス室 課長補佐
- 2012年7月　欧州局ロシア課中央アジア・コーカサス室 首席事務官
- 2013年4月　欧州局ロシア課日露経済室 首席事務官
- 2016年3月　大臣官房会計課福利厚生室 首席事務官
- 2017年11月　在ロサンゼルス日本国総領事館 領事
- 2020年8月　会計検査院事務総長官房調査課国際業務室長
- 2023年6月　外務省在サンクトペテルブルク日本国総領事館 総領事